# Urolophidae
Gli Urolophidae sono una famiglia di pesci cartilaginei marini appartenenti all'ordine Myliobatiformes.

## Distribuzione e habitat
La famiglia è presente in tutti gli oceani nelle fasce tropicali e subtropicali. Molte specie vivono nei mari australiani. Non sono presenti nel mar Mediterraneo.

## Descrizione
Sono complessivamente simili ai Dasyatidae o Myliobatidae presenti nei mari europei. Hanno una pinna caudale sviluppata al termine della coda, che è di media lunghezza. Le pinne pettorali si uniscono davanti al muso. In genere sono presenti una o più spine velenifere sulla coda.
La maggior parte delle specie non supera qualche decina di centimetri di lunghezza. La taglia massima si aggira sugli 80 cm.

## Specie
- Genere Trygonoptera
  - Trygonoptera galba
  - Trygonoptera imitata
  - Trygonoptera mucosa
  - Trygonoptera ovalis
  - Trygonoptera personata
  - Trygonoptera testacea
- Genere Urolophus
  - Urolophus armatus
  - Urolophus aurantiacus
  - Urolophus bucculentus
  - Urolophus circularis
  - Urolophus cruciatus
  - Urolophus deforgesi
  - Urolophus expansus
  - Urolophus flavomosaicus
  - Urolophus gigas
  - Urolophus halleri
  - Urolophus javanicus
  - Urolophus kaianus
  - Urolophus kapalensis
  - Urolophus lobatus
  - Urolophus maculatus
  - Urolophus mitosis
  - Urolophus neocaledoniensis
  - Urolophus orarius
  - Urolophus papilio
  - Urolophus paucimaculatus
  - Urolophus piperatus
  - Urolophus sufflavus
  - Urolophus viridis
  - Urolophus westraliensis[2]